# Pachydissus thibetanus
Pachydissus thibetanus är en skalbaggsart som beskrevs av Maurice Pic 1946. Pachydissus thibetanus ingår i släktet Pachydissus och familjen långhorningar.
Artens utbredningsområde är Tibet. Inga underarter finns listade i Catalogue of Life.